# Сетцу (линеен кораб, 1911)
Сетцу (на японски: 摂津, на английски: Settsu) е линеен кораб на ВМС на Япония. Вторият кораб от проекта „Кавачи“. Построен е в арсеналът на ВМС в Куре, спуснат е на вода през 1911 г., въведен в строя на флота 1912 г. Наречен е в чест на историческата провинцията Сетцу (част от територията на съвременната префектура Осака).
Различава се от еднотипния „Кавачи“ по силуета на корпуса: при „Кавачи“ има вертикален форщевен, а „Сетцу“ – атлантически (наклонен).
„Сетцу“ е част от корабостроителната програма за 1907 г.; Япония планира да построи общо осем нови дредноута в случай на конфликт с Русия или САЩ (виж програма „осем-осем“). Оръдията за носовата и кърмовата кули (305 мм/50 калибра) са поръчани на английската фирма Armstrong Whitworth, а парните турбини Curtis, американски образец, са произведени в Япония по лиценз.
През Първата световна война „Сетцу“ патрулира в Жълто и Южнокитайско морета, заедно с еднотипния „Кавачи“ взема участие в обсадата на Циндао.
Според условията на Вашингтонското морско съглашение, през 1922 г. в корабостроителницата на ВМС в Куре от „Сетцу“ е свалено въоръжението. През 1924 г. линкорът е изваден от състава на флота и е превърнат в добре брониран кораб-мишена. В периода 1937 – 38 за „Сетцу“ е поставено дистанционно радиоуправление; корабът-мишена е управляван от пулт намиращ се на разрушителя „Юкадзе“.
По време на Втората световна война на бившият линкор отново е поставено въоръжение – 25-мм зенитни оръдия за защита от вражеската авиация. Въпреки това, на 24 юли 1945 г., „Сетцу“ е потопен от американски самолет. През 1947 г. е изваден от дъното и разкомплектован за метал.